# Theodor Rowehl

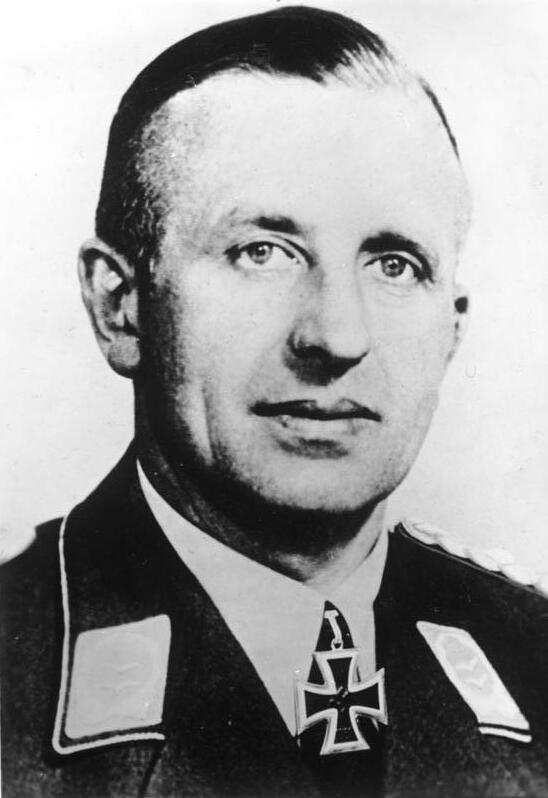
Theodor Rowehl, 1940

Theodor Rowehl (* 9. Februar 1894 in Barstede; † 6. Juni 1978 in Münster) war ein deutscher Luftwaffenoffizier, zuletzt Oberst.
Er war Kommandeur der Fernaufklärungsgruppe des Oberbefehlshabers der Luftwaffe (AufklGrp OB der Lw). Das sogenannte Geschwader Rowehl oder auch Kommando Rowehl, leistete durch seine fotografische Aufklärung sowjetischen Territoriums wichtige Vorarbeiten zum Unternehmen Barbarossa, dem Angriff auf die Sowjetunion.
Am 27. September 1940 erhielt er für seine Verdienste als Oberstleutnant und Kommandeur des Geschwaders Rowehl das Ritterkreuz des Eisernen Kreuzes.
Im Frühjahr 1943 wurde er als Kommandeur der „Versuchsstelle für Höhenflüge“, die er ab 1939 geleitet hatte, abgelöst und 1944 entlassen. Nach 1945 war er in der Republik Südafrika mit topographischen Aufgaben für die dortige Regierung tätig.